# ألونزو بومان
ألونزو بومان (بالإنجليزية: Alonzo Bowman)‏ هو عسكري أمريكي، ولد في 15 يونيو 1848 في Washington, Maine ‏ في الولايات المتحدة، وتوفي في 4 أكتوبر 1885.